# Holzer Konglomerat

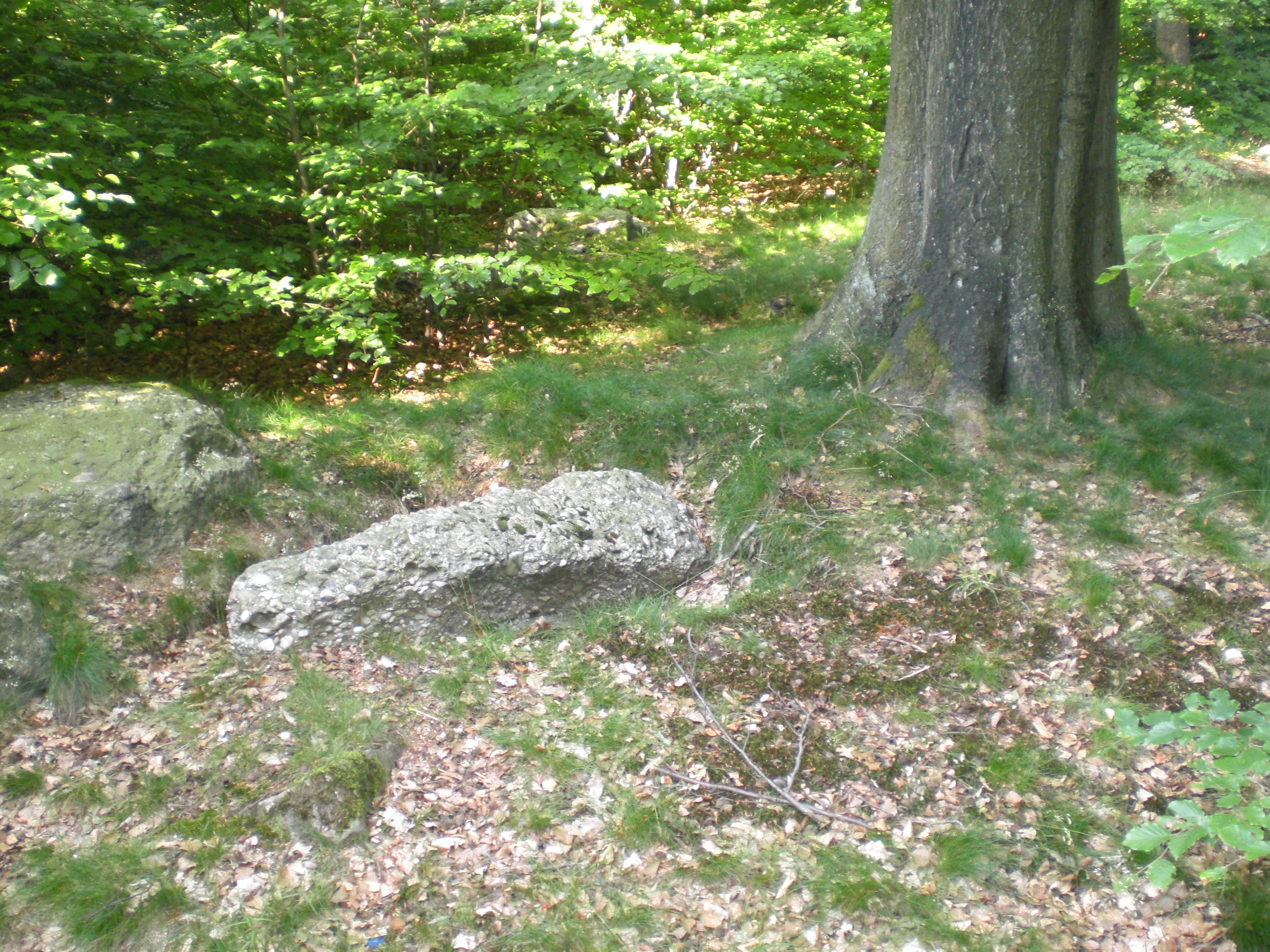
Gesteinsbrocken im Wald

Das Holzer Konglomerat ist eine Gesteinsschicht, die nahe dem saarländischen Ortsteil Heusweiler-Holz zutage tritt. Dieses Konglomerat hat betonähnliches Aussehen und eine ähnliche Härte, ist aber natürlichen Ursprungs. Das Holzer Konglomerat gehört zum bis zu 5100 Meter mächtigen saarländisch-lothringischen Karbon, dessen Ablagerungen vor etwa 310 bis 300 Millionen Jahren entstanden sind.

Holzer Konglomerat am Holzer Platz in Heusweiler-Holz
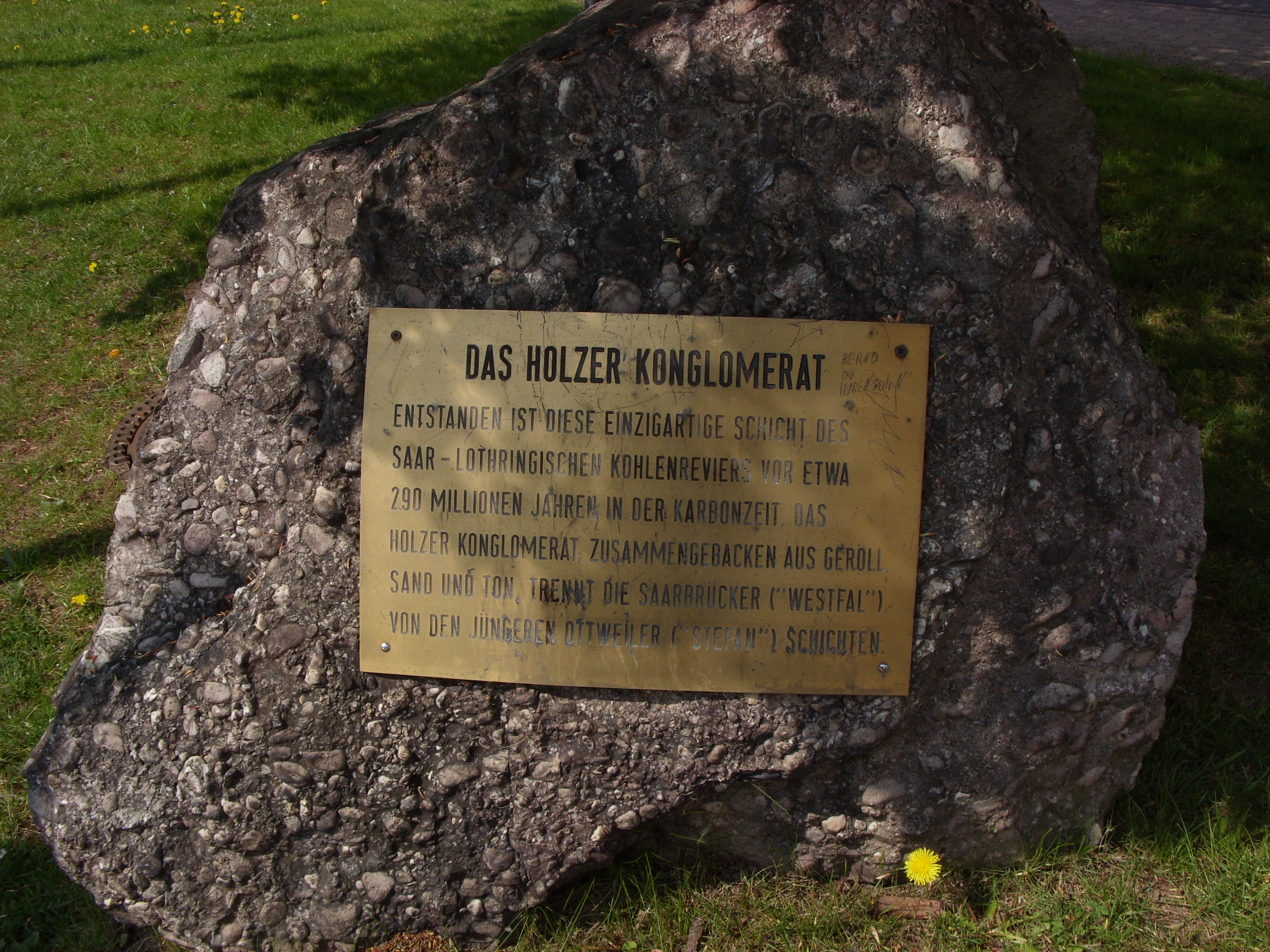
Holzer Konglomerat mit Tafel
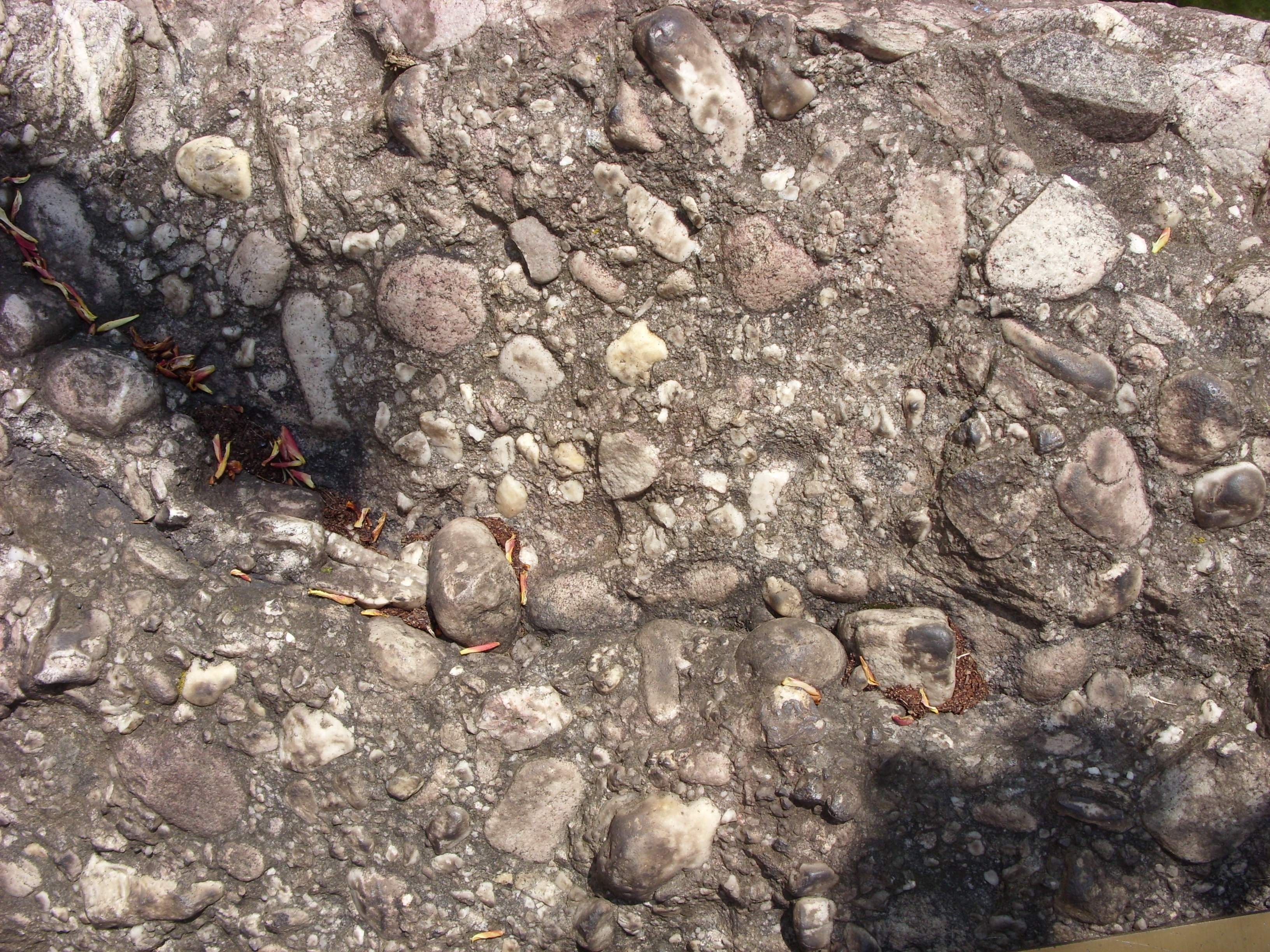
Nahaufnahme
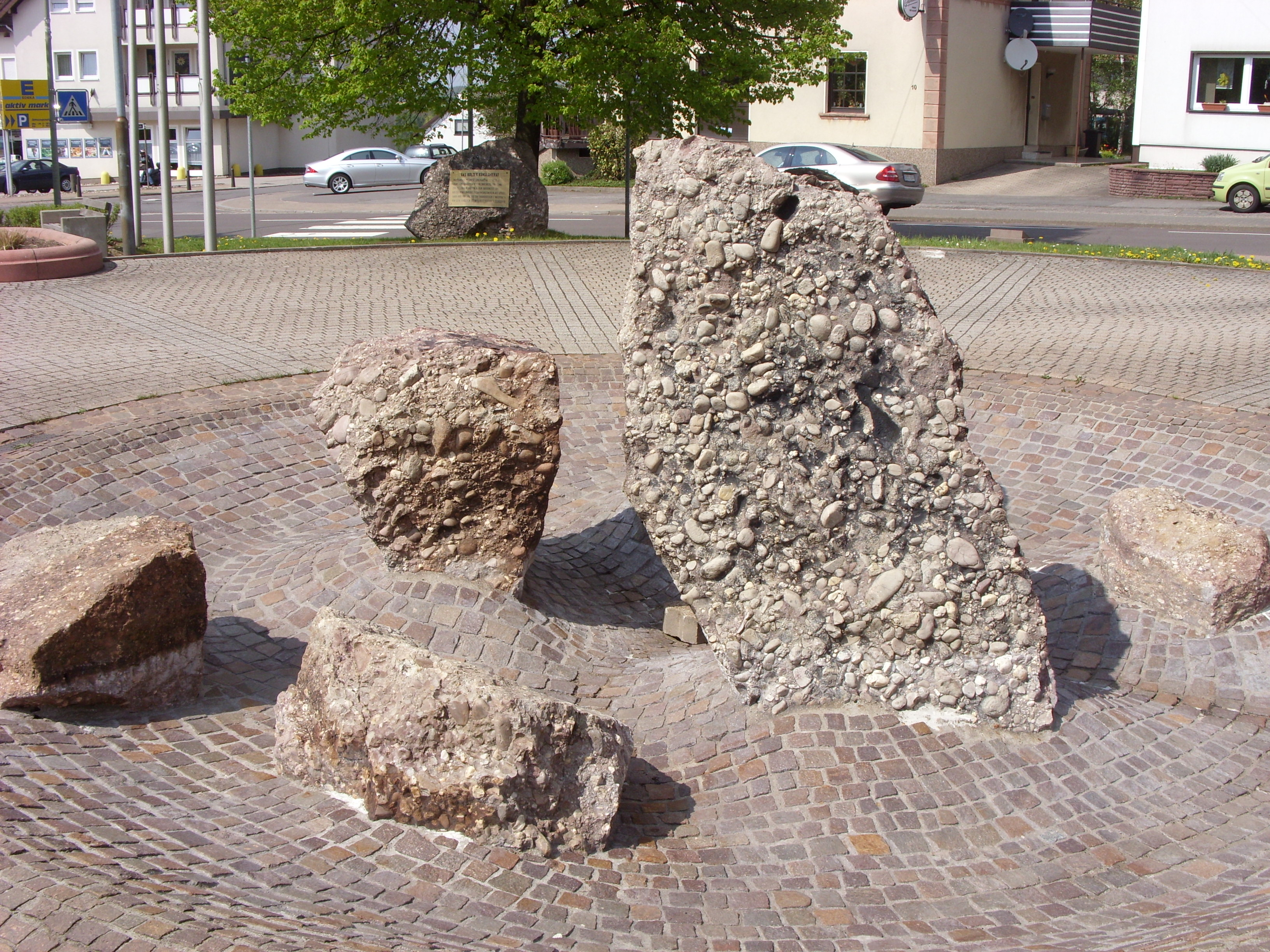
Brunnen aus Holzer Konglomerat

Das gesamte Schichtenprofil des Saarkarbons aus der Zeit des Oberkarbon besteht aus 560 Kohleflözen, die insgesamt etwa 120 Meter Steinkohle ergeben. Das Holzer Konglomerat trennt die 3100 Meter mächtigen sogenannten Saarbrücker Schichten, die südlicher zutage treten, von den oberhalb liegenden, etwa 2000 Meter mächtigen Ottweiler Schichten.
Der gesamte geologische Strukturbau streicht entlang des Höhenzuges des Riegelsberges von Südost nach Nordwest und ist aufgrund von tektonischen Verwerfungen heute im Bereich von Holz in einem Winkel von 21 bis 25 Grad nach Norden hin gekippt. Im Holzer Konglomerat sind drei unterschiedliche Schichten auszumachen: Unten liegt eine graue Grobschüttung, in der Mitte eine rötliche, feinkörnigere Schicht und zuoberst eine rötliche Grobschüttung.
Das Holzer Konglomerat ist für Geologen eine wichtige Trenn- und Leitschicht. Es setzt sich aus Geröllmassen aus den Vogesen und dem Hunsrück zusammen, die vor Jahrmillionen durch Wasser abgetragen worden sind und sich in einem großen Becken absetzen konnten. Der gut gerundete Kornanteil besteht zu 97 % aus Quarzit (unterdevonischer Taunusquarzit) mit einer Korngröße von 10 bis 90 Zentimetern. Eingeschaltet sind an verschiedenen Stellen Kalk- und Sandschichten.
Die Ausdehnung der Konglomeratablagerung umfasst eine Fläche von 50 mal 175 Kilometern. Die genaue Entstehung ist noch nicht vollständig geklärt, die Ablagerungen ähneln jedoch denen, die in heutigen verwilderten Flusssystemen auftreten. Die großflächige Ausdehnung hat verschiedene Bearbeiter zur Vermutung veranlasst, dass das Holzer Konglomerat bei einer Naturkatastrophe großen Ausmaßes entstanden sein könnte.
Durch den Druck später darüber gelagerter Erdschichten entstand sowohl die Steinkohle als auch die zwischengelagerte Geröllschicht des Holzer Konglomerates. Die Festigkeit des Gesteins machte es früher den Bergleuten nahezu unmöglich, diese Schicht zu durchdringen, um an die darunter liegenden weiteren Steinkohleschichten zu gelangen. Der unbedarfte Betrachter wird die heute im Wald herumliegenden Gesteinsbrocken womöglich für frevelhaft abgelagerten Betonschutt halten.